# Porträtplastik (Herzogin-Anna-Amalia-Bibliothek)

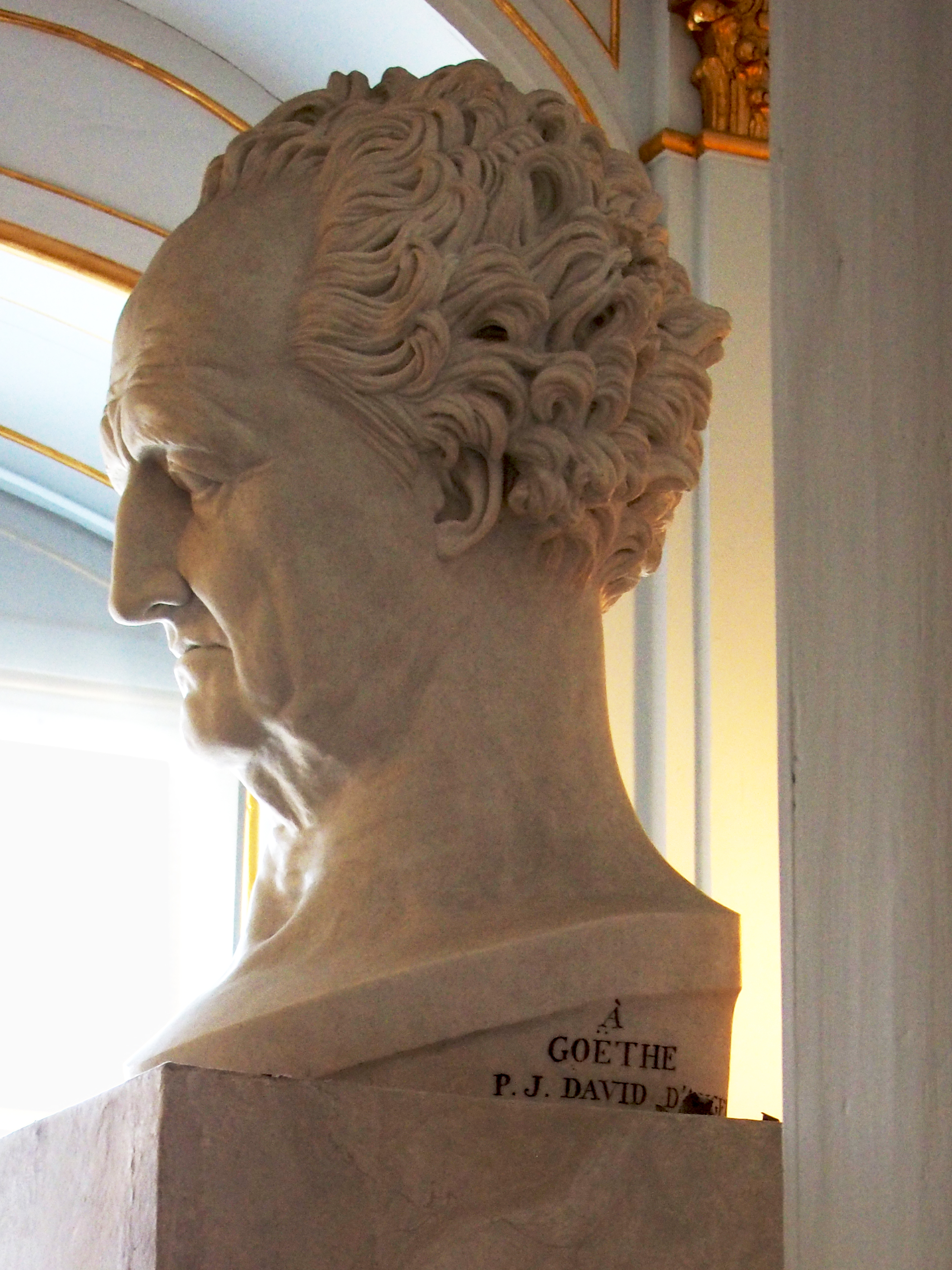
Goethe-Büste von Pierre Jean David d’Angers

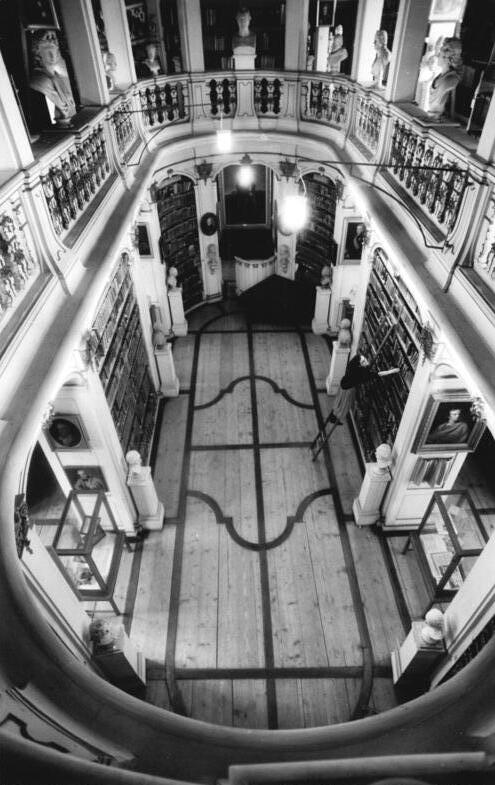
Rokokosaal von oben

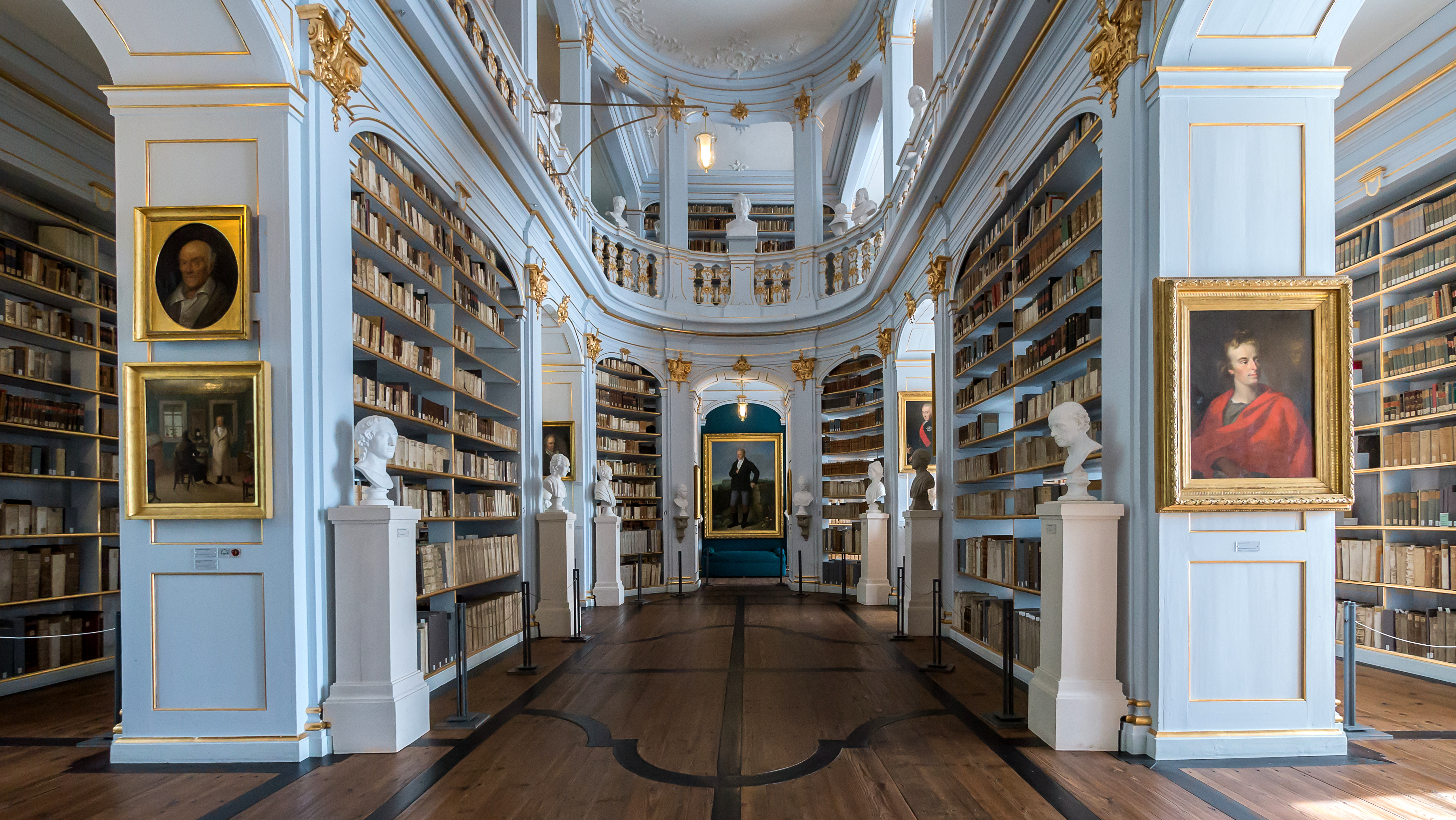
Rokokosaal unten

Im Rokokosaal der Herzogin-Anna-Amalia-Bibliothek in Weimar gibt es zahlreiche lebensgroße Porträtplastiken in Gips und Marmor. Sie werden überragt von Pierre Jean David d’Angers’ Monumentalbüste Goethes. Die meisten fertigte Martin Gottlieb Klauer. Die Bildhauer waren von unterschiedlichem Rang. Dazu gehörten Johann Gottfried Schadow, Alexander Trippel, Johann Peter Kaufmann, Jean Antoine Houdon, Friedrich Wilhelm Eugen Döll, Angelica Bellonata Facius, Johann Heinrich Dannecker, Christian Daniel Rauch und Christian Friedrich Tieck.
Nicht nur Büsten aus dem sachsen-weimarischen Herzogshaus sind in den beiden Etagen ausgestellt, sondern auch von Personen der Weimarer Klassik wie am häufigsten Goethes sowie Wielands, Herders und Schillers. Weitere Dichter werden dargestellt wie Dante bzw. Persönlichkeiten der Goethezeit wie Friedrich Justin Bertuch, Luise von Göchhausen, Karl Ludwig von Knebel bzw. Minister wie Christian Gottlob von Voigt, ausgeführt von Carl Gottlieb Weisser. Insgesamt entstanden 70 Büsten, die aus Platzgründen wechselnd aufgestellt wurden. 
Die Aufstellung der Büsten geht möglicherweise auf Anna Amalia zurück. Begonnen wurde sie im Jahre 1783 mit der Aufstellung von 13 Büsten, die in einer Huldigungsschrift von Jean-Baptiste Gaspard d’Ansse de Villoison dokumentiert ist. Die ältesten stehen vermutlich auf ihrem Originalstandort. Die letzte wurde 1911 hergestellt und zeigt August Heinrich Hoffmann von Fallersleben. Zugrunde lag die antike Idee des Pantheon, wie sie auch in der Ruhmeshalle Walhalla bei Regensburg zum Ausdruck kam. Einige bereits genannte Bildhauer hatten auch dorthin Büsten geliefert wie Schadow oder Trippel. Michael Knoche bezeichnet den Rokokosaal als Pantheon der Weimarer Klassik.
Von den Dichtern Goethe, Schiller, Wieland und Herder wurden Kopien im Park von Belvedere als Gelehrtenplatz aufgestellt. In der Bibliothek sind zudem zahlreiche Porträts als Gemälde bzw. Zeichnungen an den Wänden des Rokokosaals zu sehen.